# Triaenodon obesus
El tiburón de arrecife de punta blanca (Triaenodon obesus) es una especie de tiburón réquiem, de la familia Carcharhinidae, y el único miembro de su género. Se trata de un tiburón pequeño, que no suele superar los 1,6 m (5,2 pies) de largo; la especie es fácilmente reconocible por su cuerpo esbelto y su cabeza corta pero ancha, así como por los apéndices tubulares junto a los orificios de la nariz, los ojos ovalados con pupilas verticales, y la punta blanca de las aletas dorsal y caudal. Es uno de los tiburones más comunes de los arrecifes de coral del Indo-Pacífico y se encuentra desde África del Sur al oeste hasta América Central al este. Normalmente se les avista cerca del fondo en aguas claras, a profundidades de entre 8 y 40 m.
Durante el día, estos tiburones pasan mucho tiempo descansando dentro de cuevas. A diferencia de otros tiburones réquiem, que deben nadar constantemente para respirar, este tiburón puede bombear agua sobre sus branquias y permanecer inmóvil en el fondo. Por la noche, emergen para cazar peces, crustáceos y pulpos; cazan en grupo y sus cuerpos alargados les permiten abrirse camino entre las grietas y orificios para extraer las presas allí ocultas. Los tiburones punta blanca pueden permanecer en un área particular del arrecife durante meses o años, volviendo de continuo al mismo refugio. Esta especie es vivípara y los embriones en desarrollo se sustentan por una conexión placentar a su madre. Es uno de los pocos tiburones que han sido observados apareándose en la naturaleza; durante el apareamiento los tiburones hembra son seguidas por los machos, que intentan captar la aleta pectoral y situar a los dos en una posición adecuada para la cópula. Las hembras dan a luz de una a seis crías cada dos años, después de un período de gestación de 10 a 13 meses.
Los tiburones de arrecife de punta blanca raramente agreden a los seres humanos, aunque a veces se acercan mucho a los nadadores para investigarlos. Sin embargo, pueden llegar a morder a los pescadores de arpón al intentar quitarles su captura. La especie se captura como alimento, aunque se dan casos de intoxicación por ciguatera derivados de su consumo. La Unión Internacional para la Conservación de la Naturaleza (UICN) ha declarado el tiburón punta blanca de arrecife como vulnerable, señalando que su número está disminuyendo debido al incremento de la pesca no reglamentada en todo su territorio. La lenta tasa de reproducción de la especie y su preferencia por un hábitat muy específico la hace vulnerable a la sobreexplotación pesquera.

## Taxonomía

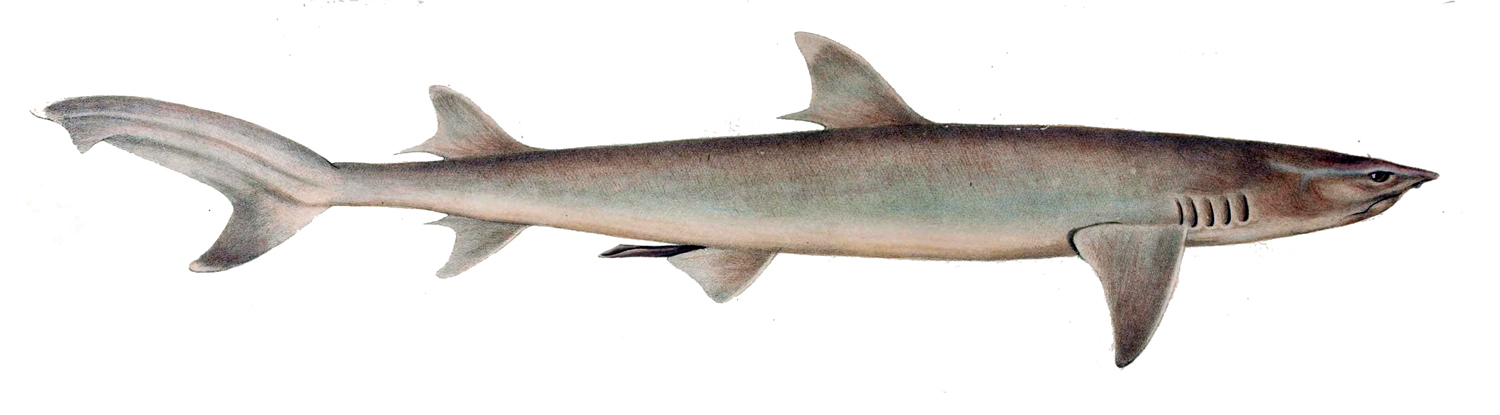
Ilustración antigua de un tiburón de arrecife de punta blanca en Systematische Beschreibung der Plagiostomen (1841).

El tiburón de arrecife de punta blanca fue descrito por primera vez por el naturalista alemán Eduard Rüppell como Carcharias obesus, en su obra de 1837 "Fische des Roten Meeres" (Peces del Mar Rojo).   Su elección del epíteto obesus resulta  curiosa, dado que este tiburón es en realidad muy delgado. Más tarde, en 1837, Johannes Müller y Henle Friedrich trasladaron esta especie a su propio género Triaenodon, formado a partir de las palabras griegas "triaena", que significa "tridente", y "odon", que significa "diente". Como Rüppell no designó un holotipo, un espécimen de 31 cm de largo capturado en Jeddah, Arabia Saudita fue designado como el lectotipo de la especie en 1960.
Aunque antiguamente se lo ubicaba en la familia Triakidae, el tiburón de punta blanca es ahora mayoritariamente considerado como perteneciente a la familia Carcharhinidae sobre la base de caracteres morfológicos, tales como una membrana nictitante completa, una fosa precaudal profunda, la aleta caudal con un lóbulo inferior pronunciado, y válvulas intestinales en forma de rollo.  Los análisis morfológicos y moleculares filogenéticos implican que el tiburón de punta blanca se agrupa con los tiburones limón (Negaprion) y narigón (Loxodon), ocupando una posición intermedia en el árbol evolutivo de los carcarínidos, entre los géneros más basales (Galeocerdo, Rhizoprionodon y Scoliodon) y los más derivados o divergentes (Carcharhinus y Sphyrna).

## Distribución y hábitat

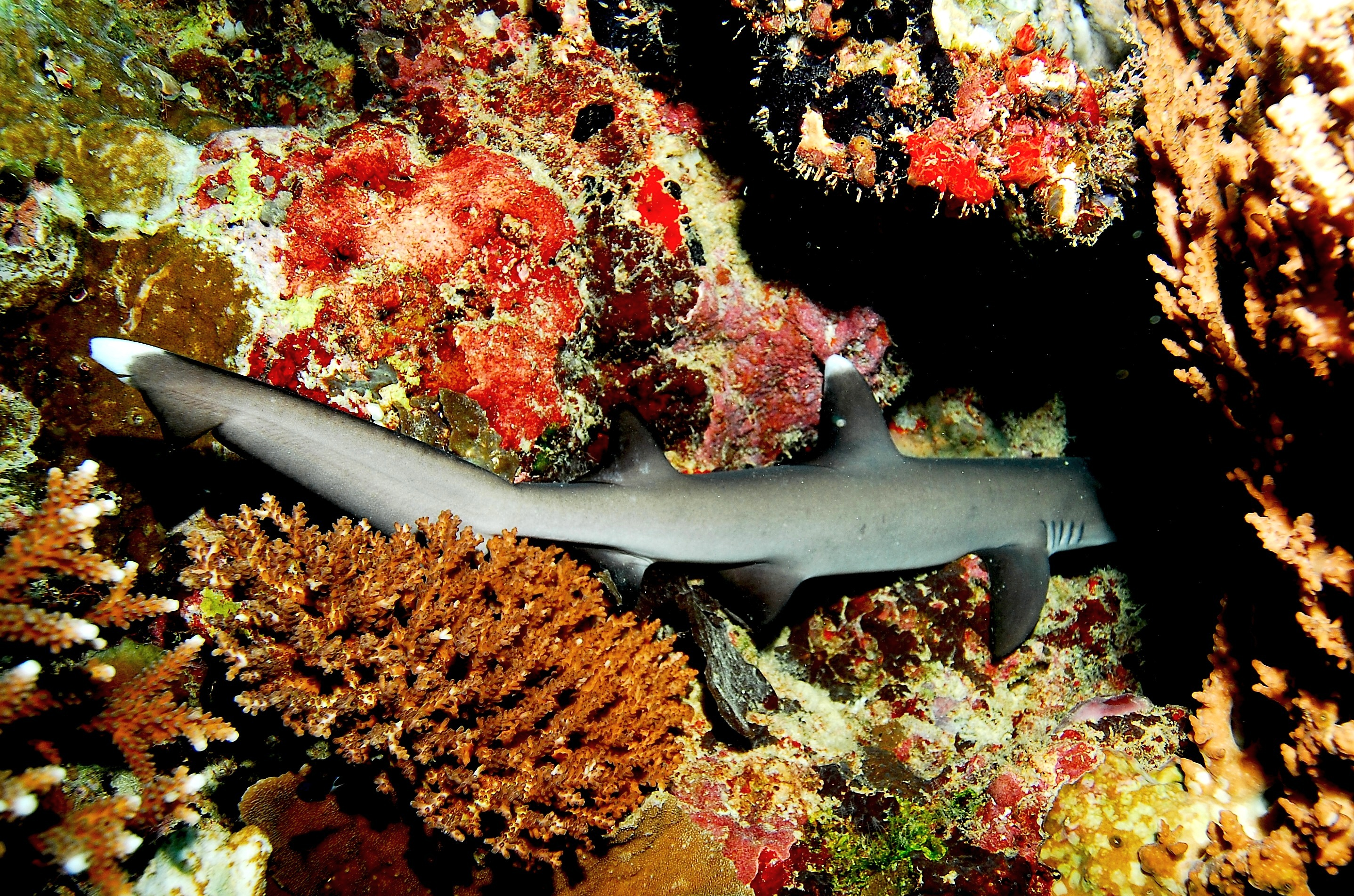
Un tiburón punta blanca de arrecife descansando entre corales, con la cabeza escondida en una oquedad.

La especie está ampliamente distribuida por toda la región Indo-pacífica. En el océano Índico se halla desde KwaZulu-Natal, África del Sur, hasta el mar Rojo y el subcontinente indio, incluyendo su territorio Madagascar, Mauricio, las Comoros, el grupo Aldabra, las Seychelles, Sri Lanka, y el archipiélago de Chagos. En  Pacífico occidental y centra se lo halla desde el sur de China, Taiwán y las islas Ryukyu hasta las Filipinas, el sudeste asiático e Indonesia y el norte de Australia. También se encuentra alrededor de numerosas islas en Melanesia, Micronesia, and Polynesia, hasta en Hawái al norte y las islas Pitcairn al sudeste. Al este del Pacífico, se lo encuentra desde Costa Rica hasta Panamá y en las islas Galápagos y Gorgona[cita requerida].
Los tiburones de arrecife de punta blanca habitan casi exclusivamente en los arrecifes de coral y se los encuentra alrededor de cabezas y plataformas de alto relieve vertical y
también sobre fondos arenosos en lagunas de atolones y en las cercanías de abismos a aguas profundas. Prefieran agua muy clara y raramente se aventuran lejos del fondo. Normalmente están a entre 8 y 40 m de profundidad. En ocasiones pueden entrar en zonas de menos de un metro de profundidad y se ha registrado un caso excepcional de un tiburón de punta blanca capturado a una profundidad de 330 m en las islas Ryukyu.

## Descripción

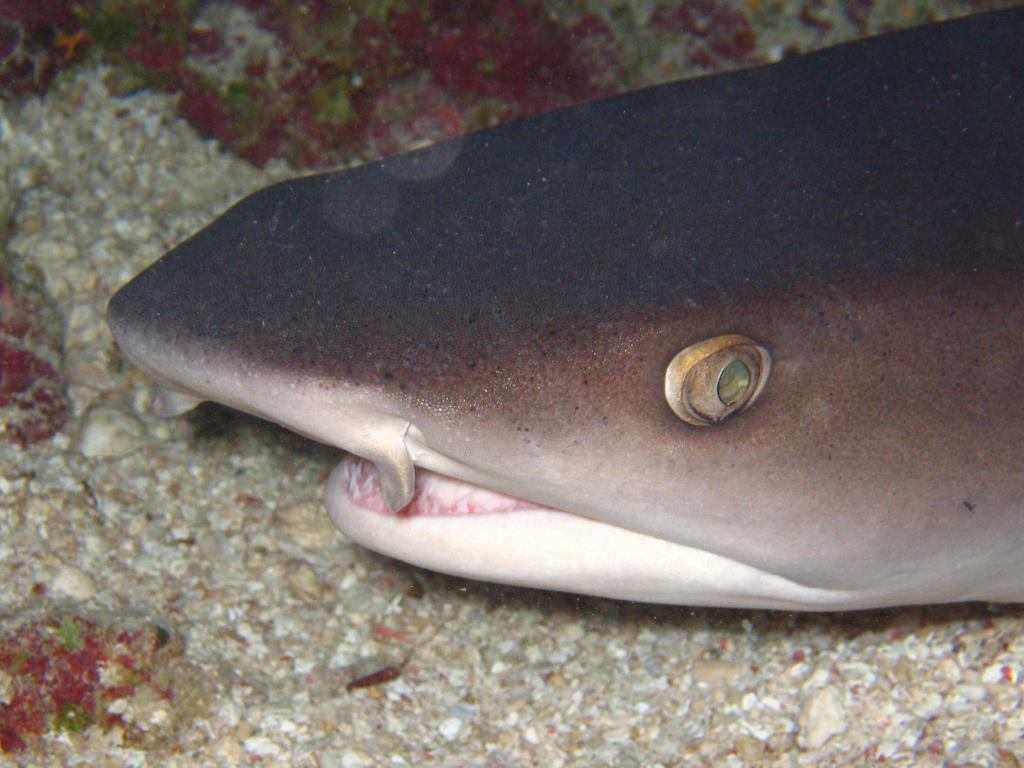
Primer plano de la cabeza de un tiburón de arrecife de punta blanca, mostrando el hocico triangular, los ojos ovalados y los apéndices de piel al lado de los orificios de la nariz.

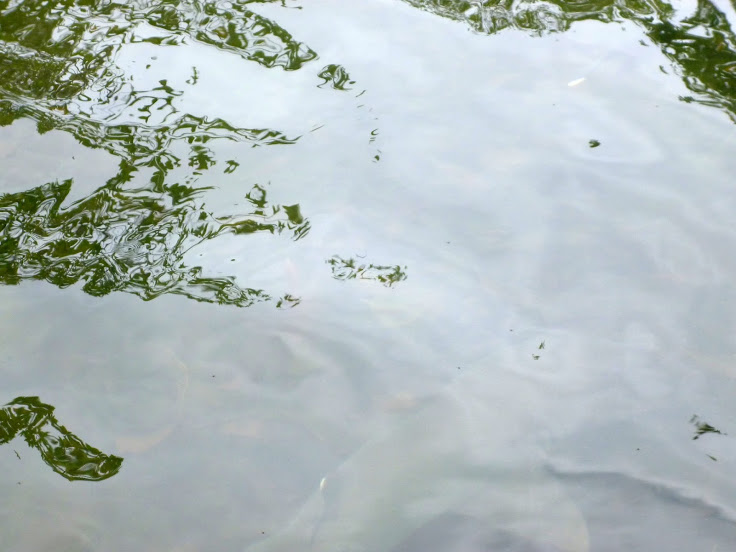
Triaenodon obesus Bahía Tortuga, Galápagos.

Los tiburones de arrecife de punta blanca son relativamente pequeños y pocos entre ellos miden más de 1,6 m (5,2 pies). Se considera que la longitud máxima que llegan a alcanzar es de unos 2,1 m (6,9 pies), aunque esta cifra se basa en observaciones visuales y puede ser inexacta.  El peso máximo registrado es de 18,3 kg (40 libras). El tiburón de arrecife tiene un cuerpo delgado y una cabeza corta y ancha. El hocico es aplanado y prominente, con largos apéndices delante de los orificios nasales enrollados en forma de tubo. Los ojos son pequeños y ovalados, con pupilas verticales; están situados bajo crestas prominentes, y suelen tener una pequeña muesca detrás. La boca tiene un pronunciado sesgo hacia abajo (confiriendo una expresión de descontento al tiburón) con surcos labiales cortos en las esquinas. La mandíbula superior cuenta con 42-50 hileras de dientes, y la inferior, 42-48. Los dientes tienen una cúspide en el centro, angosta y de bordes lisos, flanqueada por un par de cúspides de tamaño mucho menor.
La primera aleta dorsal se encuentra bastante atrás en el cuerpo, más cerca de la aleta pélvica que de las aletas pectorales. La segunda aleta dorsal y la aleta anal son grandes, con una altura entre la mitad y las tres cuartas partes de la primera aleta dorsal. Las aletas pectorales son anchas y con forma triangular, y están situadas al mismo o ligeramente anterior nivel de la quinta hendidura branquial. No hay cresta entre las dos aletas dorsales. El lóbulo inferior de la aleta caudal es la mitad de largo que la parte superior, la cual tiene una muesca pronunciada cerca de la punta. Los dentículos dérmicos son pequeños y superpuestos; suelen tener siete crestas horizontales, dando a la piel una sensación de suavidad. La piel es de color gris virando a pardo por encima y blanco por debajo, con puntos oscuros dispersos dispuestos de manera única en cada individuo. Las puntas de la primera aleta dorsal y del lóbulo superior de la aleta caudal, y en ocasiones también la segunda aleta dorsal y lóbulo inferior de la aleta caudal, son de un vivo color blanco.

## Biología y ecología

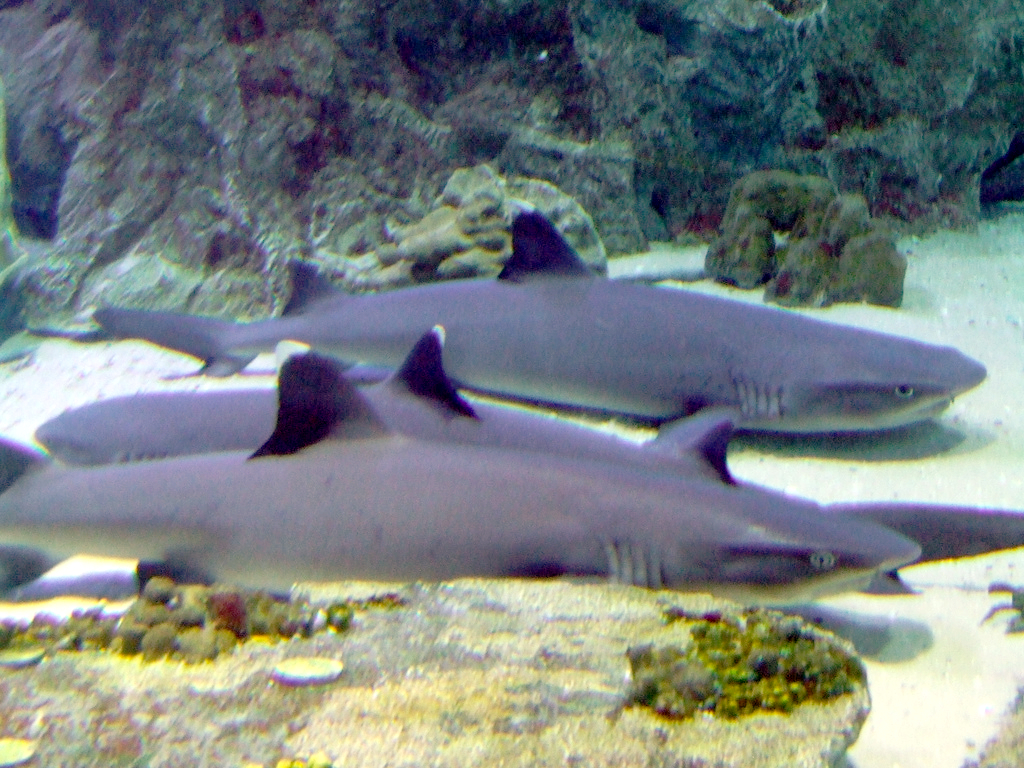
Los tiburones de arrecife de punta blanca pasan una gran parte del día inmóviles, en reposo.

El tiburón de arrecife de punta blanca es una de las tres especies de tiburones más comunes en los arrecifes del Indo-pacífico, junto con el tiburón de arrecife de punta negra (Carcharhinus melanopterus) y el tiburón de arrecife gris (Carcharhinus amblyrhynchos). El hábitat de estas tres especies coincide en parte, aunque los tiburones de punta blanca prefieren aguas más profundas que los de punta negra y no se encuentran en los extremos exteriores del arrecife con tanta frecuencia como los tiburones grises. El tiburón de punta blanca se desplaza con una ondulación pronunciada de su cuerpo y, a diferencia de otros tiburones réquiem, puede yacer inmóvil en fondo marino mientras bombea agua a través de las branquias para poder respirar. Su fase de mayor actividad es durante la noche o durante las mareas muertas y pasa mucho tiempo descansando en el interior de cuevas en solitario o en pequeños grupos, alineados en paralelo o apilados verticalmente. En la costa de Hawái, los tiburones se refugian en túneles de lava sumergidos, mientras que en Costa Rica es frecuente verlos descansando en fondos arenosos en mar abierto.
Los tiburones de punta blanca generalmente permanecen en una área muy localizada, raramente desplazándose a zonas lejanas para encontrar un nuevo refugio. En un estudio realizado en el atolón Johnston se observó que, en un período de hasta un año, ninguno de los tiburones examinados se había desplazado a más de 3 km del lugar donde fueron capturados por vez primera. En otro estudio en al atolón Rangiroa , en la Polinesia francesa se descubrió que, tras tres años, un 40% de los tiburones marcados seguían habitando el mismo arrecife donde habían sido capturados. Un individuo puede retirarse a la misma cueva para descansar durante meses o años. El territorio diurno de un tiburón de esta especie se limita a unos 0.5 km²; por la noche, cuando son más activos, el área se extiende a 1 km². Estos tiburones no son territoriales y comparten su hogar con otros miembros de su especie; no efectúan exhibiciones de amenaza.
Entre los depredadores del tiburón de arrecife de punta blanca se incluyen el tiburón tigre (Galeocerdo cuvier), el tiburón de las Galápagos (Carcharhinus galapagensis) y posiblemente también el tiburón de puntas plateadas (también conocido como tiburón de puntas blancas) (Carcharhinus albimarginatus), aunque estos suelen habitar a mayor profundidad que los tiburones de punta blanca. En una ocasión se encontró un tiburón de arrecife de punta blanca de 80 cm en el estómago de un mero gigante (Epinephelus lanceolatus), aunque normalmente estos meros no son depredadores importantes de esta especies, debido a su poca abundancia. El tiburón de arracife de punta blanca es huésped de varios parásitos, entre los que se conocen el copépodo Paralebion elongatus y la larva del isópodo Gnathia grandilaris.
Mientras los tiburones descansan durante el día, se ha observado al lábrido Bodianus diplotaenia y al Elacatinus puncticulatus limpiándolo. Se conoce también un caso raro de siete tiburones de arrecife adoptando la postura de limpieza (boca y branquias abiertas) en medio de un banco de anfípodos Hyperiidea (una especie no-limpiadora); se piensa que el estímulo mecánico causado por movimiento de estos anfípodos es similar al de otros organismos limpiadores, lo cual provoca este comportamiento en los tiburones.

### Alimentación

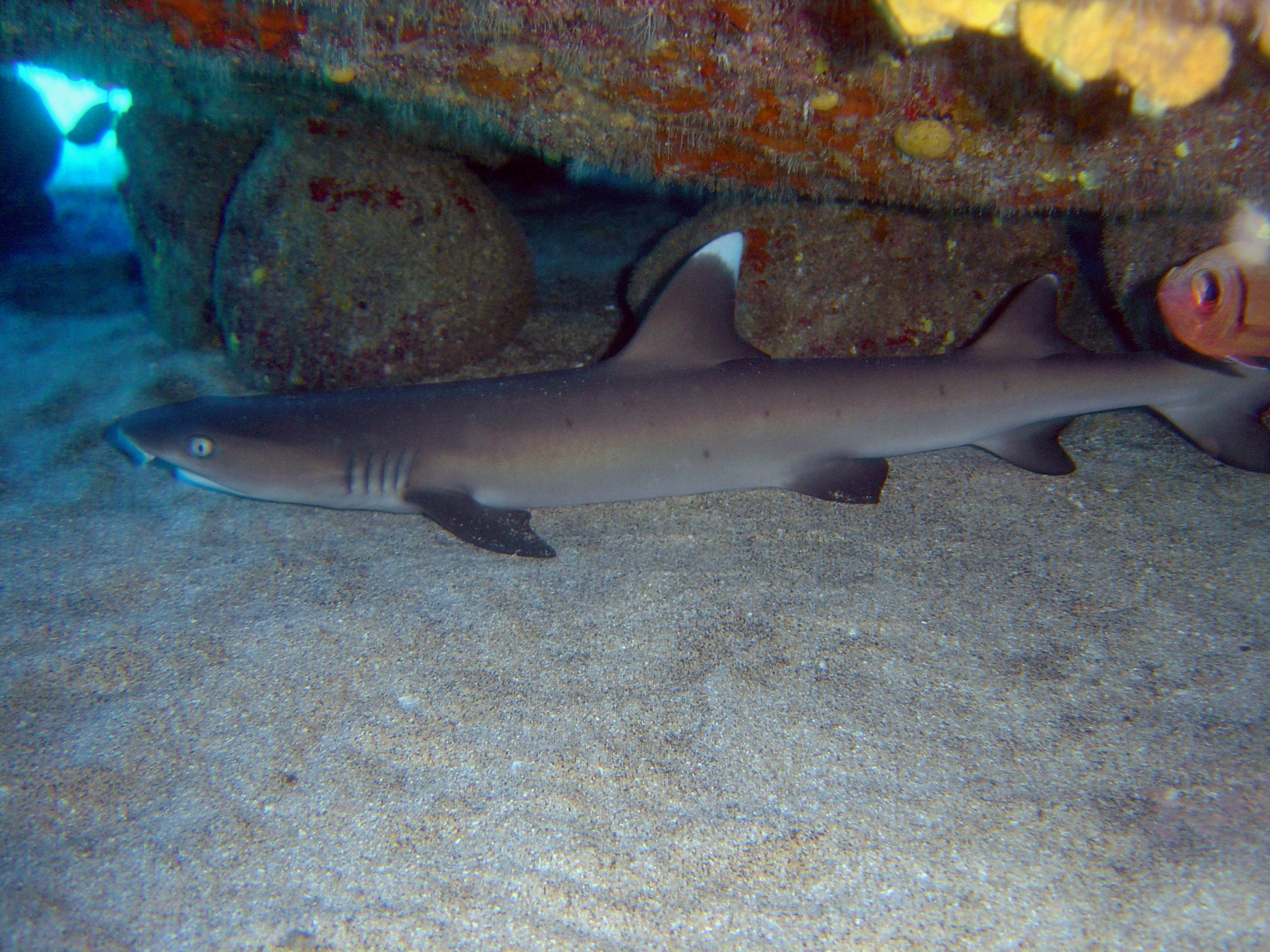
Vista lateral de un tiburón desplazándose por el interior de una cueva en el coral.

El cuerpo flexible y delgado del tiburón de arrecife de punta blanca le permite penetrar en oquedades y grietas estrechas para conseguir presas inaccesibles para otras especies de tiburón de arrecife. Sin embargo, es algo torpe para atrapar comida flotando en aguas abiertas. La especie se alimenta principalmente de peces con espinas, como anguilas, candiles, pagros o pargos, damiselas, peces loro, acantúridos, pejepuercos o peces ballesta, chivos o salmonetes, además de pulpos, langostas y cangrejos. El tiburón es muy sensibles a olores, sonidos y campos eléctricos producidos por sus presas, mientras que su sentido de la vista es más adecuado para captar movimientos y contrastes que para la percepción de detalles. Detecta especialmente bien sonidos en el rango de frecuencias de 25 a 100 Hz, emitidos por peces agitados.
Los tiburones de punta blanca cazan principalmente por la noche, cuando muchos peces duermen y son fáciles de capturar. Tras anochecer, los tiburones exploran metódicamente el arrecife en grupos, rompiendo a menudo trozos de coral durante la búsqueda de sus presas.  A veces, varios tiburones atacan a la misma presa, bloqueando su huida de una formación de coral. Cada tiburón caza individualmente y en competición con otros en su grupo. Al contrario que los tiburones de arrecife de punta negra y grises, los tiburones de punta blanca no suelen agitarse o ponerse frenéticos cuando se alimentan en grupo. A pasar de sus hábitos nocturnos, estos tiburones también cazan durante el día si se encuentran con una presa fácil. En la costa de Borneo los animales se congregan alrededor de los puntos en que el banco de coral emerge de aguas profundas para alimentarse de presas empujadas hacia la superficie por corrientes ascendientes. En Hawái, siguen a las focas monje (Monachus schauinslandi) e intentan robarles sus capturas. Estos tiburones pueden sobrevivir seis semanas sin comer.

### Ciclo vital

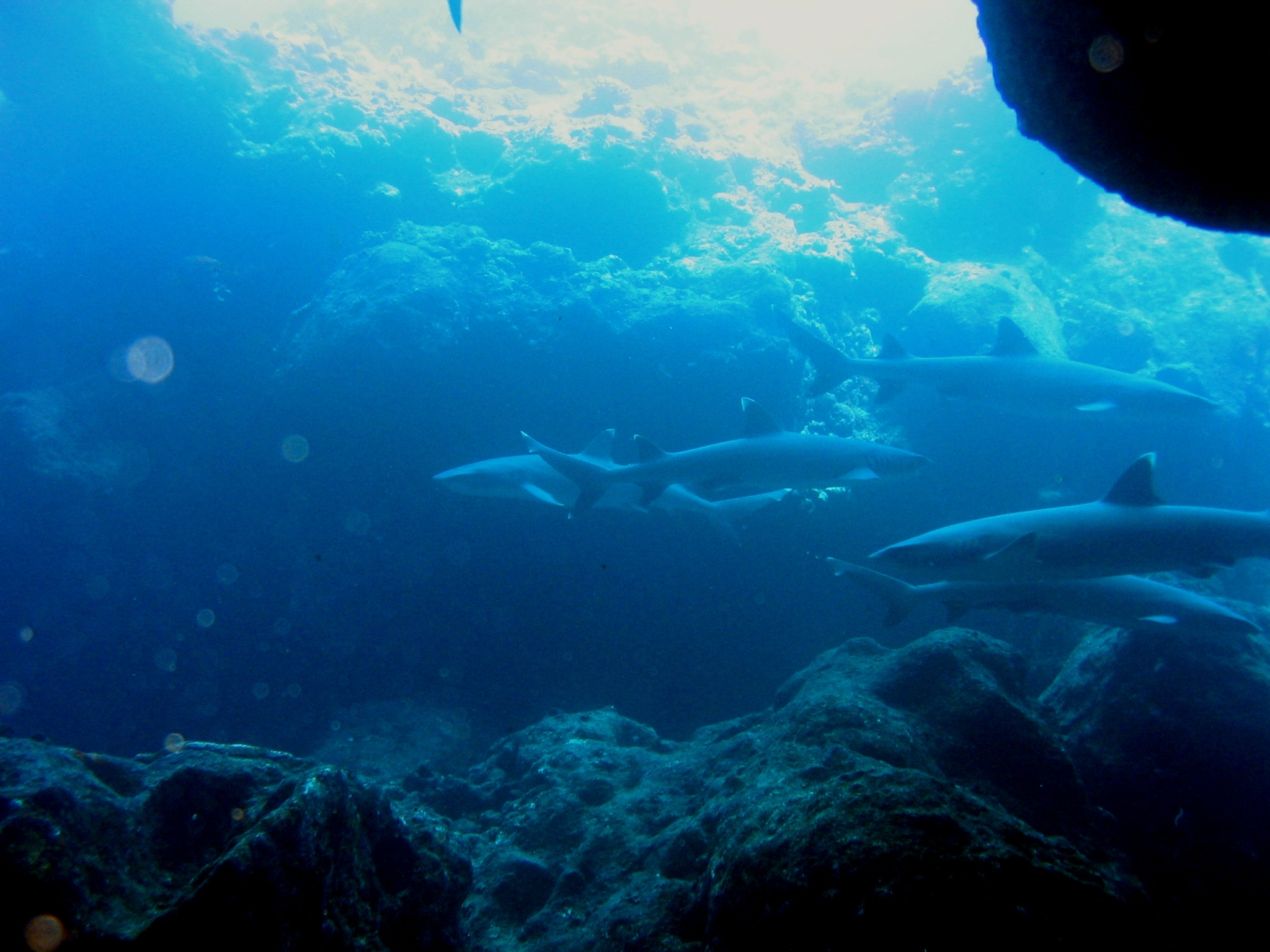
Los tiburones de arrecife de punta blanca son gregarios y se les suele ver en grupos.

Como otros miembros de su familia, el tiburón de arrecife de punta blanca es vivíparo; una vez que los embriones han consumido la yema, la envoltura de la yema forma una conexión placentar con la madre, a través de la cual se alimentan hasta el final de la gestación. Las hembras adultas cuentan con un solo ovario en el lado izquierdo y dos úteros. El ciclo reproductivo es bianual.
El apareamiento se inicia con varios machos (hasta cinco) siguiendo de cerca a una hembra y mordiendo sus aletas y cuerpo; los machos posiblemente se guían por feromonas indicando que la hembra está en celo. Los machos intentan asir a la hembra por sus aletas pectorales; a veces dos machos sujetan a la hembra a la vez por ambos lados. Una vez logrado este propósito, los tiburones se hunden hasta el fondo; a continuación el macho (o machos) giran uno de sus pterigopodios (órganos cilíndricos formados a partir de una modificación de las aletas pélvicas); inflan el sifón correspondiente (el sifón es un órgano subcutáneo en forma de saco que aspira agua y después la inyecta, mezclada con esperma); y por último intentan conectarse con la cloaca de la hembra. A menudo, la hembra se resiste apretando su vientre contra el fondo y arqueando la cola; este comportamiento puede deberse a su preferencia por una pareja determinada (y consiguiente resistencia a la fertilización por otros machos). En este caso macho cuenta con un tiempo limitado para conseguir la copulación, pues no puede respirar mientras sujeta la aleta de la hembra con la boca. Sin embargo, si la hembra consiente, la pareja se dispone lado a lado, con las cabezas reposando contra el fondo y los cuerpos apuntando hacia arriba en ángulo.
Tras una gestación de 10 a 13 meses, las hembras dan a luz una camada de entre 1 y 6 crías (normalmente 2 o 3). El tamaño de la camada no está relacionado con el tamaño de la madre; las hembras producen una media de 12 crías durante su vida. Los partos tienen lugar desde mayo hasta agosto en la Polinesia francesa, en julio en al atolón Enewetak y en octubre en Australia. Los tiburones paren mientras nadan, contorsionando el cuerpo; cada cría tarda algo menos de una hora en emerger. Los tiburones recién nacidos miden de 52 a 60 cm de longitud y su aleta caudal es proporcionalmente más larga que la de un adulto. Este tiburón se desarrolla con lentitud comparado con otros tiburones réquiem; los recién nacidos crecen unos 16 cm por año, y los adultos entre 2 y 4 cm por año.  Maduran sexualmente con una talla aproximada de 1 m y a la edad de 8 o 9 años, aunque en las Maldivas se han encontrado machos maduros de solo 95 cm de longitud, lo cual sugiere que la talla a la que se alcanza la madurez varía geográficamente.  En la Gran barrera de coral los machos llegan a vivir 14 años, y las hembras 19; la longevidad máxima puede superar los 25 años. En 2008 un tiburón de arrecife de punta blanca dio a luz a una cría, posiblemente por reproducción asexual, en cel Centro Nyiregyhaza en Hungría; previamente se han descrito otros casos de reproducción asexual en el tiburón sombrero (Sphyrna tiburo)  y el tiburón de punta negra (Carcharhinus limbatus).

## Interacciones con seres humanos

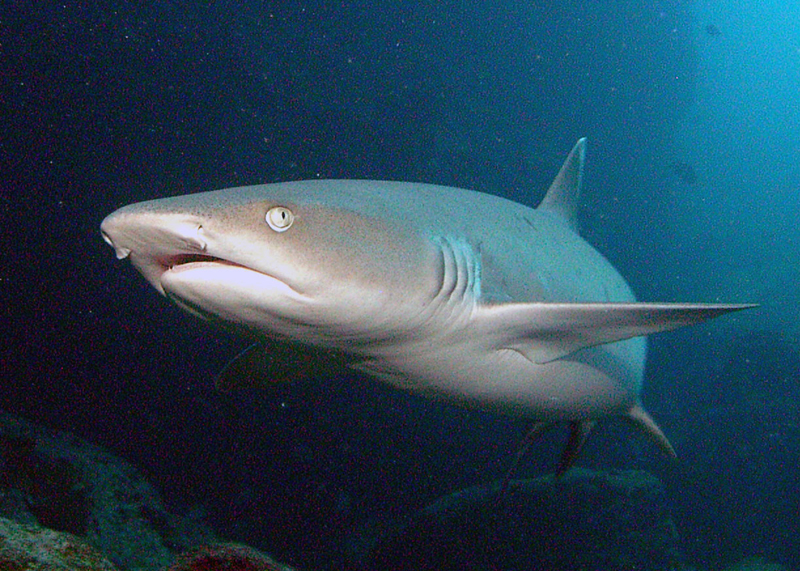
Los tiburones de arrecife de punta blanca suponen poco peligro para las personas.

Los tiburones de arrecife de punta blanca son curiosos y muy atrevidos y se pueden acercar mucho a los nadadores, pero no suelen ser agresivos a menos que se les provoque. Sin embargo, a menudo intentan robar la captura a los pescadores de arpón, mordiéndoles a veces en el proceso. En algunos sitios, los tiburones han aprendido a asociar la comida con el sonido de los fusiles submarinos o de las barcas echando el ancla, y acuden al área en segundos. Hasta 2011, el Archivo Internacional de Ataques de Tiburón lista dos ataques provocados y cinco no provocados (ninguno mortal) por parte de esta especie. Los tiburones de arrecife de punta blanca son muy populares entre los buceadores ecoturistas y pueden ser condicionados a comer de la mano. En la mitología hawaiana, el apego de estos tiburones por una zona particular del arrecife ha inspirado la creencia en ʻaumākua, los espíritus de los ancestros familiares que toman forma animal y protegen a sus descendientes.
Los tiburones de punta blanca son capturados por barcos pesqueros de Pakistán, India, Sri Lanka, Madagascar y otros lugares, usando cañas y redes. Se consume la carne y el hígado, a pesar de que en algunas zonas su consumo entraña un riesgo substancial de intoxicación por ciguatera, especialmente el hígado, que contiene la toxina en concentraciones más elevadas que el resto de los tejidos.  La Unión Internacional para la Conservación de la Naturaleza ha clasificado esta especie como vulnerable, pues su número ha descendido en las décadas recientes debido a la pesca excesiva y sin controles en los trópicos La alta concentración de la especie en un hábitat restringido y su lenta reproducción son factores que limitan su capacidad de recuperación frente a la sobreexplotación pesquera. En la Gran barrera de coral la población de estos tiburones se ha reducido en un 80% en las áreas de pesca con respecto a las zonas de entrada restringida. Las poblaciones en áreas dónde no se permite la pesca pero sí la navegación han experimentado un descenso similar al de las zonas pesqueras, debido a la pesca furtiva. Los modelos demográficos predicen que las poblaciones diezmadas continuarán descendiendo entre un 6,6 y un 8.3% si no se aplican más medidas de conservación.